# Obozerskij
Obozerskij (in lingua russa Обозерский) è un insediamento urbano della Russia, nell'Oblast' di Arcangelo, più precisamente nel Pleseckij rajon.